# Alexander Y. Rudensky

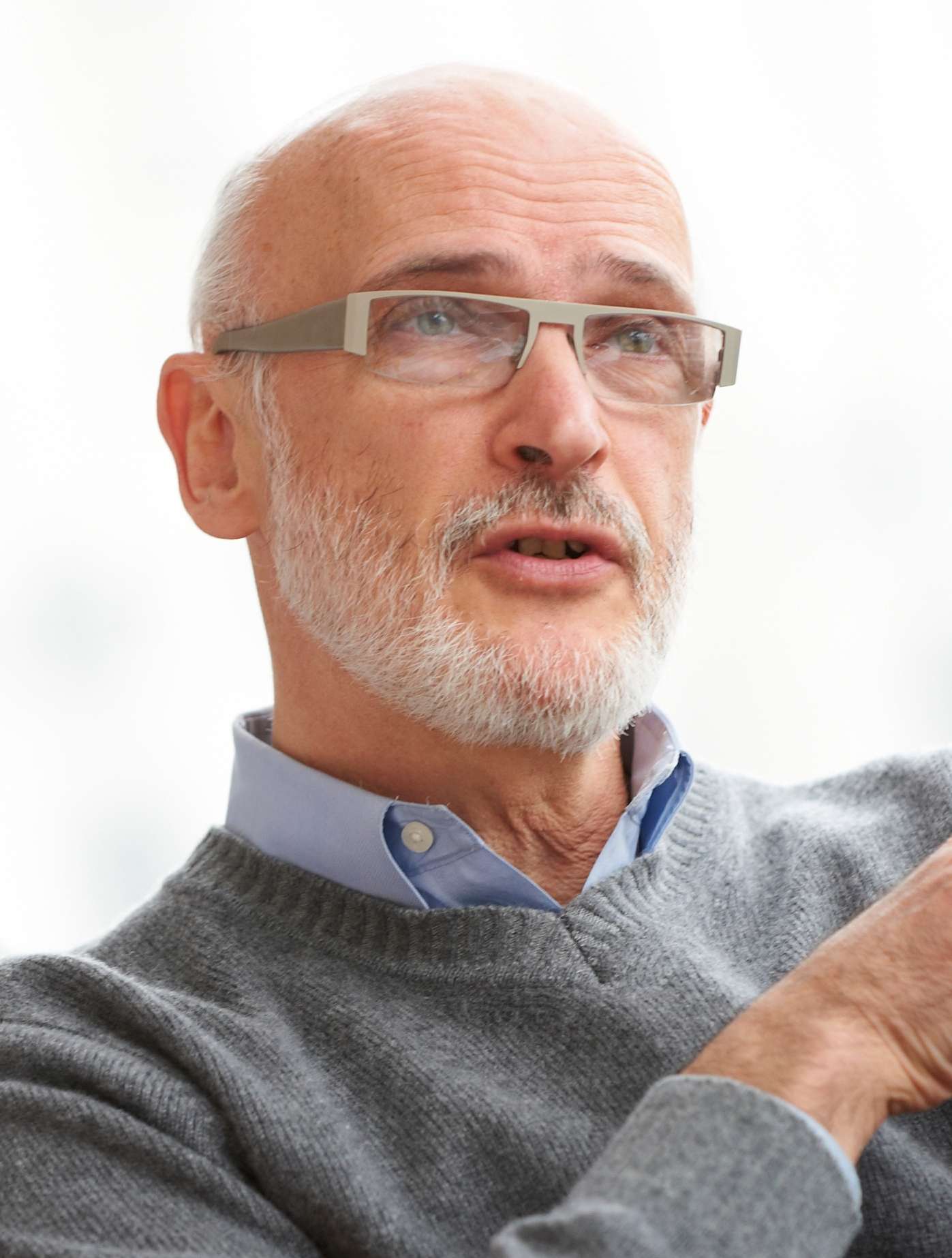
Alexander Y. Rudensky, 2013

Alexander Y. Rudensky (* 21. August 1956 in der Sowjetunion) ist ein russisch-amerikanischer Immunologe am Memorial Sloan-Kettering Cancer Center in New York City.

## Leben und Wirken
Rudensky erwarb am 2. Moskauer Staatlichen Medizinischen Institut „N.I. Pogorow“ (heute Russische Staatliche Medizinische Universität) in Moskau einen Master in Biochemie und 1986 am Gabrischewski-Forschungsinstitut für Epidemiologie und Mikrobiologie (ebenfalls in Moskau) einen Ph.D. in Immunologie. Als Postdoktorand arbeitete er von 1990 bis 1992 bei Charles A. Janeway, Jr. an der Yale University. 1992 erhielt Rudensky eine Professur für Immunologie an der University of Washington in Seattle. Seit 2008 ist er am Memorial Sloan-Kettering Cancer Center in New York City.
Rudensky ist heute (Stand 2015) Leiter der Abteilung für Immunologie am Ludwig Center for Cancer Immunotherapy, verbunden mit einer gemeinsamen Professur am Memorial Sloan Kettering Cancer Center, der Rockefeller University und der Cornell University. Zusätzlich hat er Professuren an der Sloan Kettering Graduate School und der Weill Graduate School of Medical Sciences, Cornell University. Seit 1993 forscht Rudensky für das Howard Hughes Medical Institute.
Rudensky konnte wesentlich zur Aufklärung der Funktion der regulatorischen T-Zelle und der Transkriptionsfaktors FOXP3 beitragen.
Seit 2015 zählt ihn Thomson Reuters zu den Favoriten auf einen Nobelpreis für Physiologie oder Medizin.

## Auszeichnungen (Auswahl)
- 2012 Mitglied der National Academy of Sciences[2]
- 2015 Mitglied der American Academy of Arts and Sciences[3]
- 2015 William B. Coley Award[4]
- 2017 Crafoord-Preis
- 2018 Vilcek Prize in Biomedical Science